# Dongfeng Fengxing Joyear X3

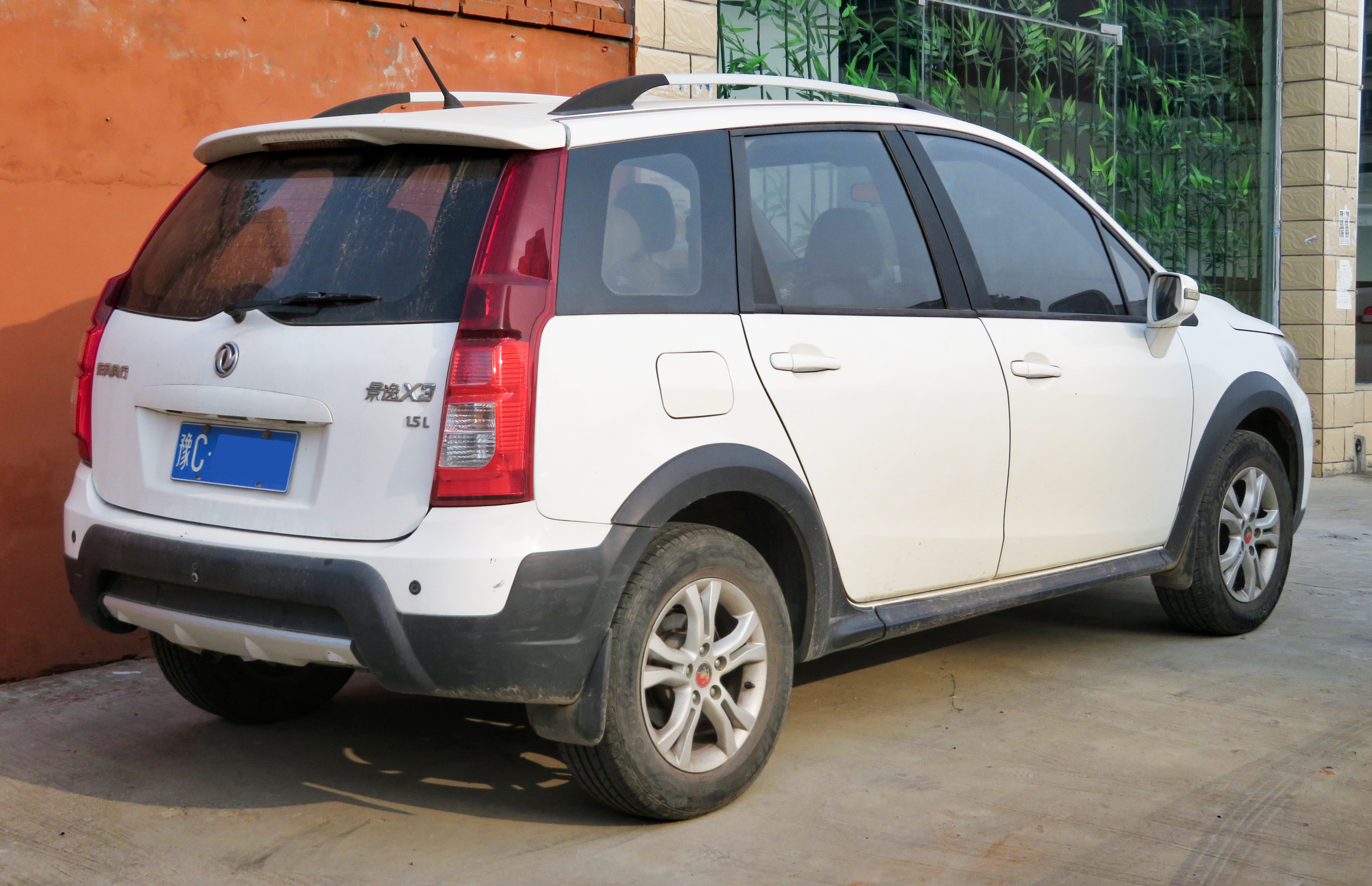
Heckansicht

Der Dongfeng Fengxing Joyear X3 ist ein SUV des chinesischen Automobilherstellers Dongfeng Liuzhou Motor, der der Dongfeng Motor Corporation angehört. Die Marke ist Dongfeng, die Submarke Fengxing. Der X3 kam in China am 10. April 2014 auf den Markt.
Angetrieben wird das Fahrzeug von einem 1,5-Liter-Ottomotor mit 88 kW (120 PS).

## Technische Daten
|                            | 1.5                   |
| Bauzeitraum                | 2014–2019             |
| Motorkenndaten             |                       |
| Motortyp                   | R4-Ottomotor          |
| Hubraum                    | 1499 cm³              |
| max. Leistung bei min−1    | 88 kW (120 PS) / 6000 |
| max. Drehmoment bei min−1  | 143 Nm / 4000         |
| Kraftübertragung           |                       |
| Antrieb                    | Vorderradantrieb      |
| Getriebe, serienmäßig      | 5-Gang-Schaltgetriebe |
| Messwerte                  |                       |
| Höchstgeschwindigkeit      | 170 km/h              |
| Beschleunigung, 0–100 km/h | 17,0 s                |